# 1989 YO3
1989 YO3 är en asteroid i huvudbältet som upptäcktes den 30 december 1989 av den australiensiske astronomen Robert H. McNaught vid Siding Spring-observatoriet.